# Serguei Lavrenenko
Sergey Lavrenenko (né le 15 mai 1972) est un coureur cycliste kazakh. Médaillé de bronze du championnat du monde de la course aux points en 1995, il a représenté le Kazakhstan sur cette compétition aux Jeux olympiques de 1996 et 2000. Également actif sur route, il a remporté le Tour de Turquie en 2000.

## Palmarès

### Jeux olympiques
- Atlanta 1996
  - 10e de la course aux points
- Sydney 2000
  - 20e de la course aux points

### Championnats du monde
- Bogota 1995
  -  Médaillé de bronze de la course aux points

### Jeux asiatiques
- 1998
  -  Médaillé d'or de la course aux points
  -  Médaillé d'argent de la poursuite par équipes

## Palmarès sur route
- 1995
  - 4e étape du Rapport Toer
  - 3e du Tour de Turquie
- 1998
  - 3e du Tour d'Égypte
- 2000
  - Tour de Turquie :
    - Classement général
    - 1re étape

  - 3e étape du Tour d'Égypte
  - 3e étape du Tour de Serbie
  - 2e du Tour de Roumanie
- 2001
  - 2e étape du Tour d'Égypte
  - Prologue du Tour de Turquie
  - 3e du Tour de Turquie
- 2002
  - 2e du Tour d'Arabie saoudite
- 2003
  - 2e du championnat du Kazakhstan du contre-la-montre
- 2004
  - 6e étape du Tour de Turquie
- 2005
  - Prologue du Tour d'Égypte
  - 2e du Tour d'Égypte
- 2006
  - 7e étape du Tour du Cameroun
  - 5e étape du Kerman Tour